# Авантюрин
Авантюри́н — різновид кварца з мерехтливим золотим полиском, який зумовлений дуже дрібними включеннями залізної слюди або звичайної слюди.
1. Кислий плагіоклаз або лужний польовий шпат з золотистим полиском, зумовленим тонким проростанням мінералу лусочками залізного блиску.
2. Суттєво натрієвий плагіоклаз червоного кольору.

## Зображення

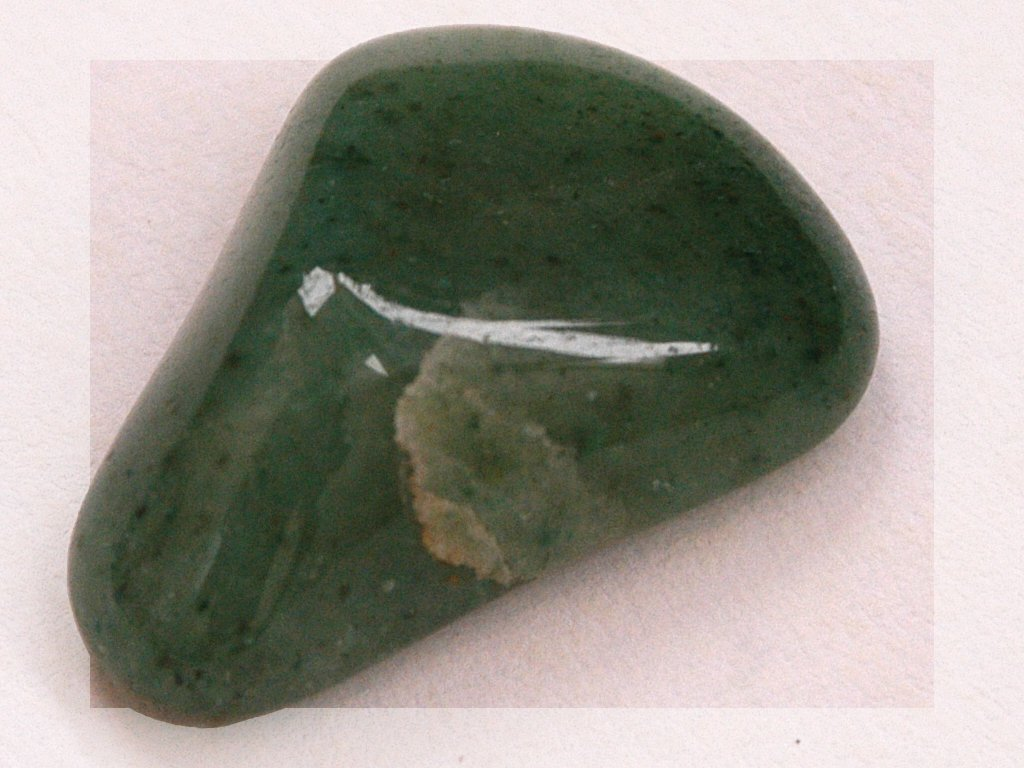
Авантюрин
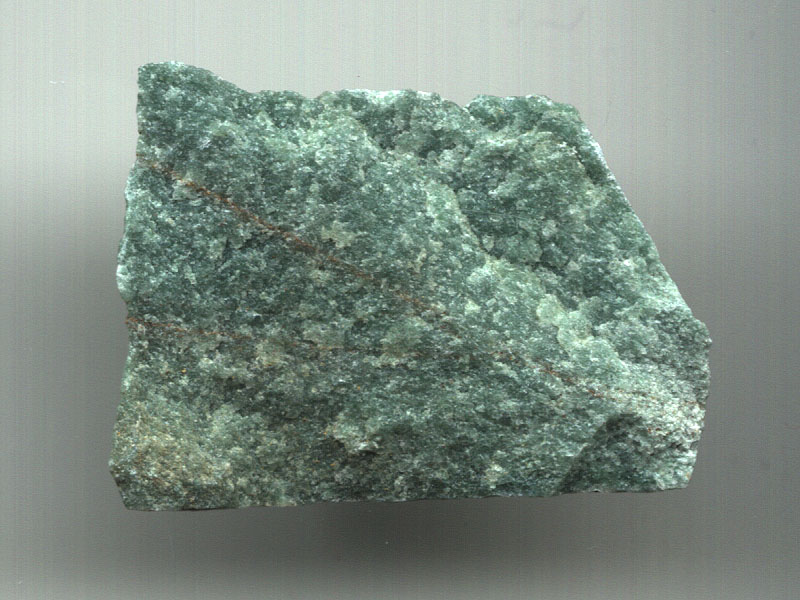
Авантюрин

## Колір
Колір цього каменю — зелений та бурий з характерними мерехтливими включеннями.
Справжнім авантюрином є гірська порода групи кварциту з включенням лусочок слюди, гетиту, гематиту. Зелений колір придають дрібні розсіяні частинки хромистої слюди (фукситу), червоно-бурий — пластинки гематиту.

## Родовище
Камені ювелірної якості видобувають в Індії, Росії, Китаї (Тибет), Танзанії. В Росії (Сибір, Алтай, Урал) добувають авантюрин білого, світло-сірого, медового, рожевого, цегляного, вишневого кольору. Зелений камінь хорошої якості добувають в Індії, США, Китаї, і цінується він не менше кращих екземплярів нефриту.